# Picus vittatus
El pito colinegro (Picus vittatus) es una especie de ave piciforme de la familia Picidae que vive en el sudeste asiático. 

## Distribución y hábitat
Se extiende por las selvas de Indochina, la península malaya, el este de Sumatra, Java, Bali y algunas pequeñas islas aledañas, distribuido por Birmania, Camboya, Indonesia, Laos, Malasia, Singapur, Tailandia y Vietnam.